# لويز هنريكي روزا
لويز هنريكي روزا (بالبرتغالية: Luiz Henrique Rosa‏) هو مغني وموسيقي وعازف قيثارة برازيلي، ولد في 25 نوفمبر 1938 في توباراو في البرازيل، وتوفي في 9 يوليو 1985 في فلوريانوبوليس في البرازيل بسبب حادث مرور.

## روابط خارجية
- لويز هنريكي روزا على موقع ميوزك برينز (الإنجليزية)
- لويز هنريكي روزا على موقع أول ميوزيك (الإنجليزية)
- لويز هنريكي روزا على موقع ديسكوغز (الإنجليزية)